# Gonatocerus bonaerensis
Gonatocerus bonaerensis is een vliesvleugelig insect uit de familie Mymaridae. De wetenschappelijke naam is voor het eerst geldig gepubliceerd in 1939 door Ogloblin.